# Haa (Distrikt)
Haa (ཧཱ་རྫོང་ཁག་; auch: Ha) ist einer der 20 Distrikte (dzongkhag) von Bhutan. In diesem Distrikt leben etwa 13.655 Menschen (Stand: 2017). Das Gebiet Haa umfasst 1899 km². Haa liegt auf einer Höhe zwischen 1000 und 5600 m. Der Fluss Haa Chhu durchquert das Gebiet in südöstlicher Richtung. Der äußerste Westen des Distrikts wird von der Volksrepublik China beansprucht. Deshalb befindet sich in Damthang eine Garnison.
Die Hauptstadt des Distrikts ist gleichnamig Haa.
Der Distrikt Haa ist wiederum eingeteilt in 6 Gewogs:
- Bji Gewog
- Gakiling Gewog
- Katsho Gewog
- Samar Gewog
- Sombaykha Gewog
- Uesu Gewog